# Life (televisieserie)
Life is een Amerikaanse dramaserie, gemaakt door Rand Ravich, die op 26 september 2007 voor het eerst te zien was op televisie.
In Nederland is de serie sinds 4 maart 2008 te zien op RTL 5, in Vlaanderen wordt de serie uitgezonden door VT4. NBC maakte in mei 2009 bekend de serie te staken.

## Rolverdeling
- Damian Lewis = detective Charlie Crews
- Sarah Shahi = detective Dani Reese
- Donal Logue = Captain Tidwell
- Adam Arkin = vriend van Charlie: Ted Earley
- Brent Sexton = agent Robert Stark
- William Atherton = Mickey Rayborn
- Gabrielle Union = detective Jane Seever
- Shashwnee Hall = agent Bodner

## Verhaal
De serie draait om detective Charlie Crews, (een rol van de Engelse acteur Damian Lewis) die aan het begin van seizoen 1 wordt vrijgelaten uit de Pelican Bay State Prison nadat hij 12 jaar van een levenslange veroordeling heeft gezeten.
In 1995 is hij onterecht veroordeeld voor de drievoudige moord op zijn zakenpartner en de familie van die partner. Dankzij de inspanningen van zijn advocate Constance Griffiths, wordt hij uiteindelijk vrijgesproken op basis van DNA bewijs.
Hij is zijn baan kwijt, zijn vrouw, zijn vrienden, bijna al het contact met de buitenwereld en zelfs tijdelijk de grip op de realiteit is hij kwijt in de gevangenis. Desondanks komt hij uit de gevangenis verhelderd door de filosofie van Zen, met een fixatie met vers fruit en een obsessie met het oplossen van de moord die hem bijna zijn leven heeft gekost en het blootleggen van de samenzwering die hem voor de misdaad hebben proberen te laten opdraaien.
Na succesvol de stad Los Angeles en het politiekorps te hebben aangeklaagd, krijgt hij zijn baan terug en ontvangt hij een verborgen, maar zeer hoog geldbedrag ter compensatie (waarschijnlijk zo'n 50 miljoen dollar).
Crews krijgt Detective Dani Reese (een rol van Sarah Shahi) als partner, voorheen een undercover narcotica agente en nu een weer op de been komende drugs- en alcoholverslaafde.
Crews wordt niet met open armen ontvangen door zijn superieur Karen Davis. Zij probeert Reese zover te krijgen om informatie te geven die ervoor zal zorgen dat Crews op non-actief wordt gesteld of zelfs ontslagen wordt. Ondanks dat ze zelf niet helemaal blij is met haar nieuwe partner beschermt ze Crews toch meerdere keren en ontstaat er langzaam een band tussen de twee.